# Arctocephalus forsteri
L'otaria orsina della Nuova Zelanda od otaria orsina meridionale, Arctocephalus forsteri, è una specie di otaria orsina diffusa intorno alle coste meridionali dell'Australia, a quelle dell'Isola del Sud della Nuova Zelanda e a quelle delle piccole isole situate a sud e a est di quest'ultima. Colonie composte da soli maschi sono situate anche sulle coste dello Stretto di Cook, presso Wellington, sull'Isola del Nord. Il nome comune otaria orsina della Nuova Zelanda viene utilizzato in Nuova Zelanda (anche se il nome originale in lingua māori è kekeno), mentre in Australia viene chiamata otaria orsina meridionale. Nonostante le due popolazioni mostrino alcune differenze genetiche, la loro morfologia è molto simile e per questo si continua a classificarle come un'unica specie.
Queste otarie sono state cacciate indiscriminatamente durante il periodo che va dalla scoperta europea della Nuova Zelanda fino alla fine del XIX secolo. La popolazione neozelandese si ridusse al 10% della popolazione originaria. Attualmente questa specie di otaria orsina è posta sotto la protezione del Marine Mammal Protection Act (1978).
Nonostante quest'animale sembri docile, è in grado di muoversi molto velocemente e non è mai consigliabile avvicinarsi ad una femmina con il piccolo o frapporsi tra uno di questi animali e l'acqua, tagliando loro la strada per fuggire in mare: i loro denti sono molto affilati ed hanno morso molti neozelandesi.

## Descrizione
I maschi pesano normalmente circa 126 kg, ma possono arrivare a pesare anche 250 kg e misurano da 2 a 2,5 m di lunghezza. Le femmine pesano mediamente 30–50 kg e misurano circa 1,5 m.
Il colore del pelo può variare dal marrone-grigiastro al nero.
I cuccioli pesano alla nascita circa 4–6 kg e misurano 60–70 cm.

## Galleria d'immagini

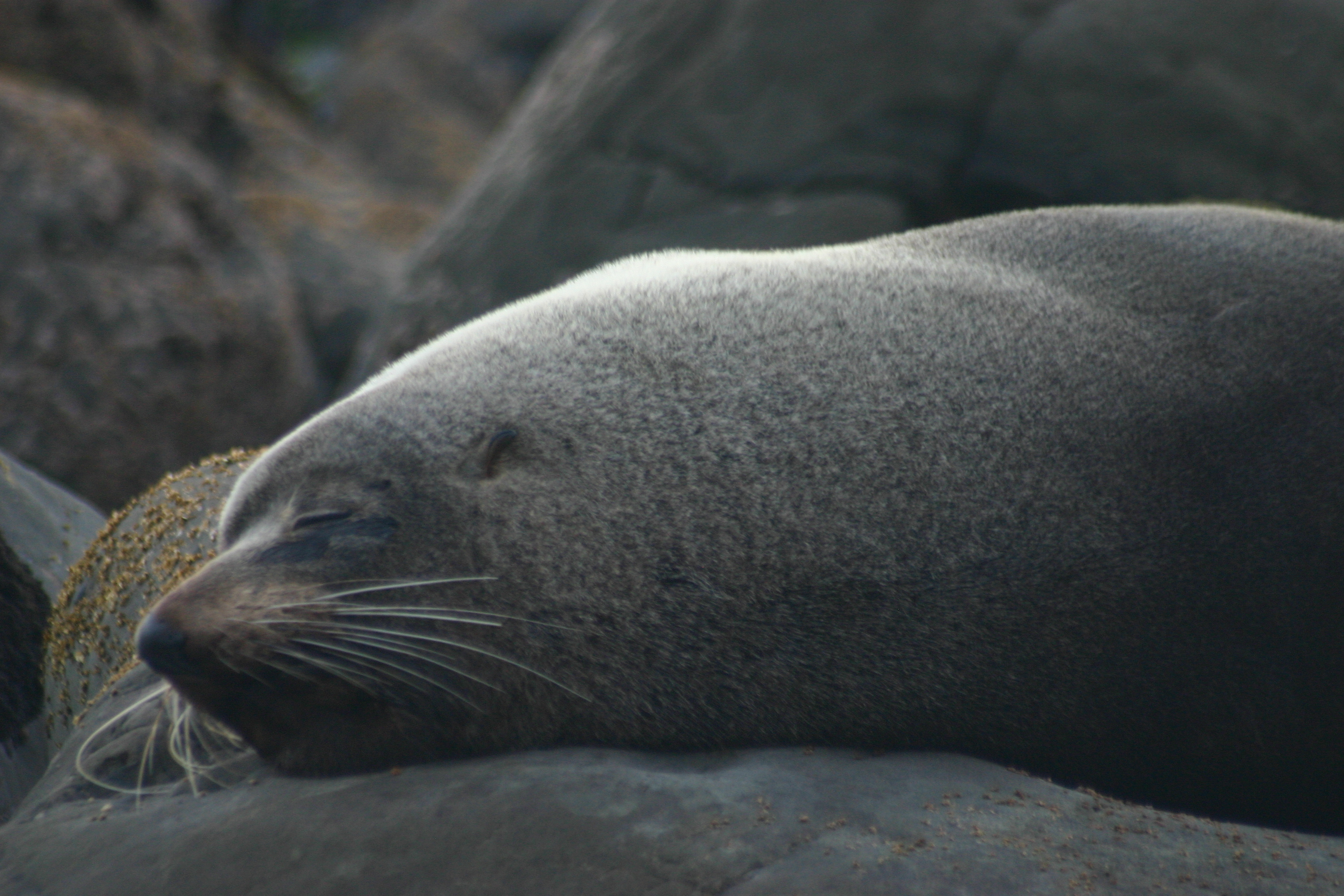
Otaria orsina della Nuova Zelanda, Arctocephalus forsteri, sull'Isola del Sud, Nuova Zelanda
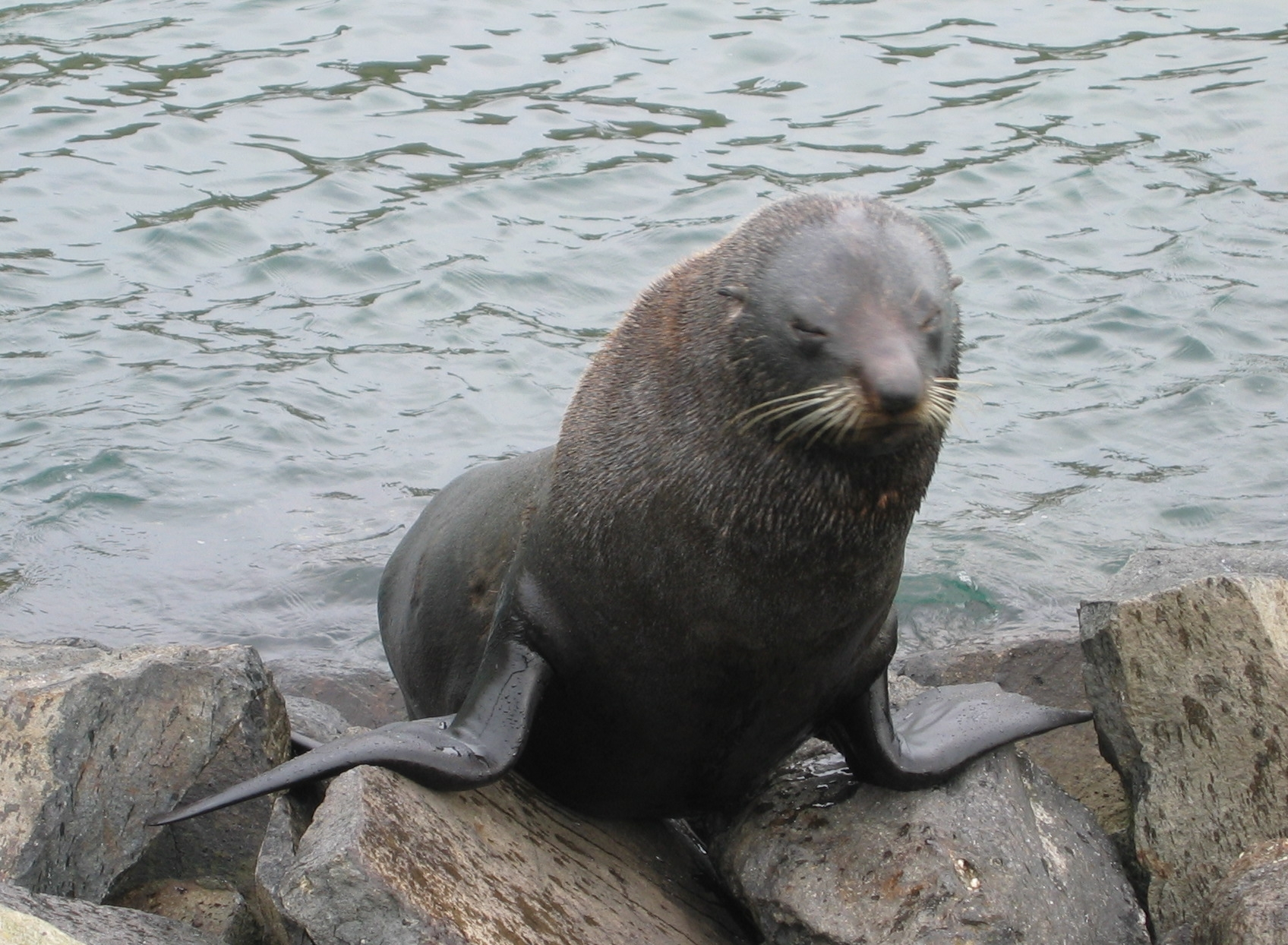
Otaria orsina della Nuova Zelanda mentre approda a Capo Taiaroa, nei pressi di Dunedin
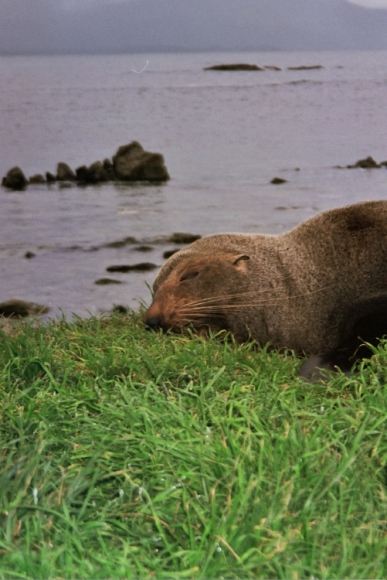
Otaria orsina della Nuova Zelanda a Kaikoura

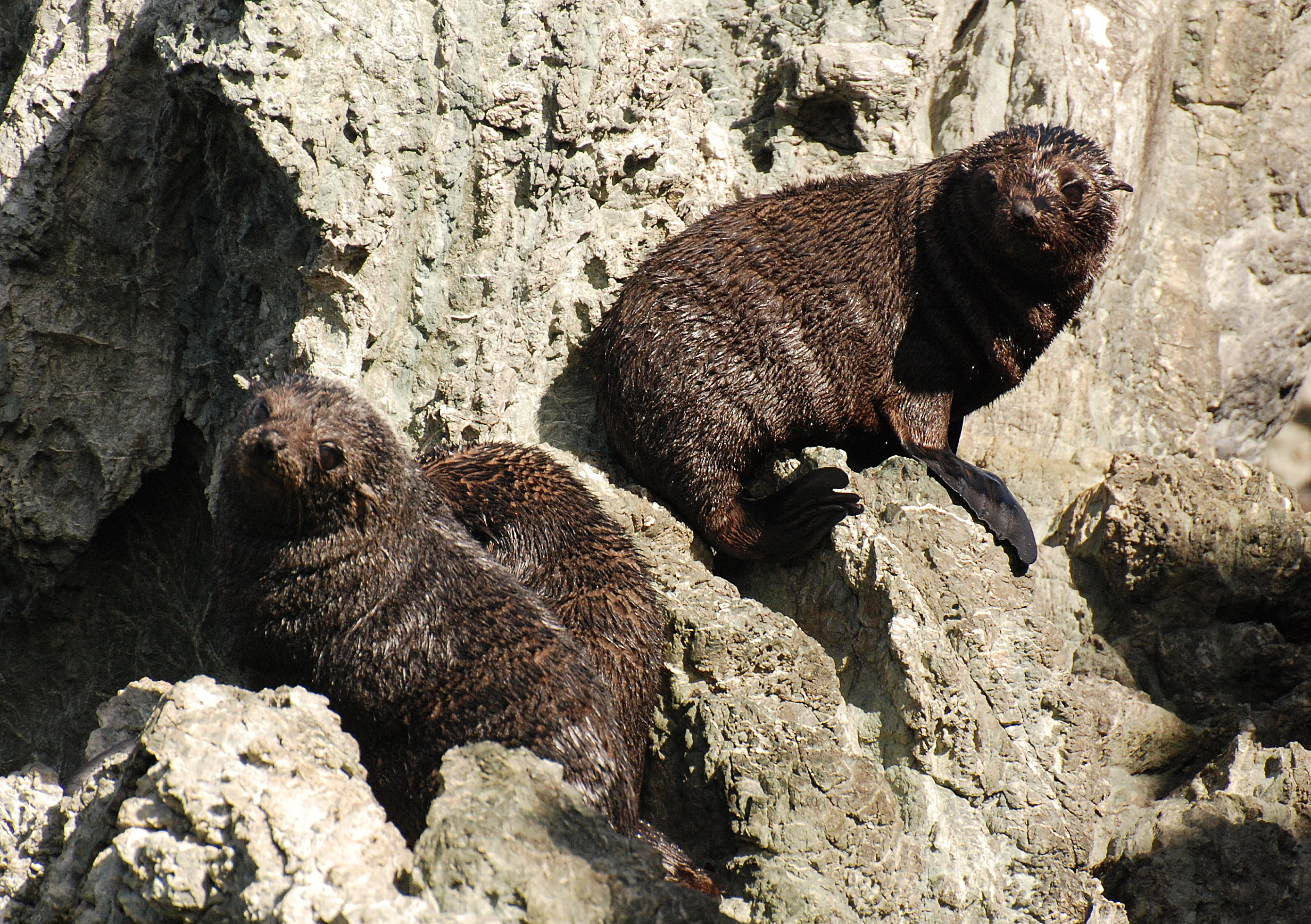
Cuccioli di otaria orsina della Nuova Zelanda nella Baia di Palliser